# FK Jonava
El FK Jonava és un club de futbol lituà de la ciutat de Jonava.

## Història
Evolució del nom:
- 1991 – Azotas
- 1994 – Achema-Lietava
- 1996 – Lietava
- 2017 – Jonava

## Palmarès
- 1 Lliga lituana de futbol: 4
  - 1992–93, 1998–99, 2012, 2015